# Jo, den vackra irländskan
Jo, den vackra irländskan (franska: Jo, la belle irlandaise) är en oljemålning av Gustave Courbet daterad 1866, men troligen målad 1865. Efter det bråk som uppstått med anledning av målningen Kvinna med papegoja (La Femme au Perroquet), som visades på Parissalongen 1866, hade Courbet usla relationer med regeringen och han bestämde sig för att avsätta de bästa av sina verk på en egenorganiserad utställning. Denna genomfördes 1867 i en nyuppförd paviljong vid Alma-bron över Seine. Katalogen innehöll omkring 120 verk, bland vilka återfinns många av hans mest betydande arbeten.
Jo, den vackra irländskan är ett porträtt av Courbets modell Joanna Hiffernan som också var älskarinna till konstnärens elev och vän James McNeill Whistler och som han mött under en tre månaders vistelse hösten 1865 i Trouville vid kusten i Normandie. Den visades också på en utställning i Besançon 1868 och såldes till en privatperson. Målningen finns i fyra versioner, varav ett exemplar är utställd på Nationalmuseum i Stockholm, en gåva 1926 av Nationalmusei vänner, och ett exemplar på Metropolitan Museum of Art i New York. 
Det har också spekulerats om huruvida Joanna Hiffernan är modellen för Världens ursprung samma år, men detta är inte klarlagt. 

## Olika versioner
| Image | Storlek (cm) | Samling                     | Stad                  | Katalog nr | År              | Anmärkning                    |
| ----- | ------------ | --------------------------- | --------------------- | ---------- | --------------- | ----------------------------- |
|       | 54 x 64      | Privat ägo                  | Zürich                | –          | 1865            |                               |
|       | 55,9 × 66    | Metropolitan Museum of Art  | New York              | 29.100.63  | 1865–1866       | Sedan 1929 i museets samling. |
|       | 54 × 65      | Nationalmuseum              | Stockholm             | NM 2543    | 1866            | Sedan 1926 på Nationalmuseum. |
|       | 54,31 × 63,5 | Nelson-Atkins Museum of Art | Kansas City, Missouri | 32-30      | cirka 1866–1868 | Sedan 1932 i museets samling. |